# Lung Fei
Lung Fei (Taiwan, 22 gennaio 1943) è un attore e artista marziale hongkonghese.

## Biografia
Lung Fei ha lavorato in 138 pellicole fra il 1969 (esordio in Magic Sword) ed il 1995 (Magic Mod, sua ultima apparizione sul grande schermo), tutte girate fra Hong Kong e Taiwan e quasi tutte del genere arti marziali. È noto come uno dei più ricorrenti cattivi dei film del filone, in particolare quelli con protagonisti Jimmy Wang Yu e Bruce Li (Ho Chung Tao). Tra le sue pellicole più note uscite in Italia, Con una mano ti rompo con due piedi ti spezzo (1971, uscito in Italia nel 1973) nel quale impersonava il leader dei sicari, il karateka M° Lang dalla criniera leonina e dai canini vampireschi.
Negli anni '80, col declino del genere, dirada le sue apparizioni finché si ritira del tutto negli anni '90, salvo qualche occasionale caratterizzazione. Recitava sovente in coppia con l'altro cattivo del cinema kung-fu Shan Mao, insieme formavano un duo di lottatori dai ruoli ben definiti, dove Lung Fei era il leader e Mao il gregario, in numerose pellicole anni '70. Apparve anche nel classico di King Hu A touch of Zen, 1971, nel ruolo di una guardia imperiale.

## Filmografia
- L'urlo di Chen terrorizza tutti i continenti (Wan li xiong feng), regia di Ting Wu Hsiung (1971)
- L'uomo della grande muraglia (Jian wang jue dou Hou yan wang), regia di Sheng-En Chin (1971)
- Wang Yu Teng la morte vestita di bianco (Zhui ming qiang), regia di Pao-Shu Kao (1971)
- ...E lo chiamavano cinque dita d'acciaio (Wei zhen si fang), regia di Hung-Chang Wang (1971)
- Mani d'acciaio - Furia cinese (Ying peng ying), regia di Ting Wu Hsiung (1972)
- Wan Chung colpisce ancora (Gai shi quan), regia di Fei-Chien Wu (1972)
- Soli contro tutti ( Ma Su Zhen bao xiong chou), regia di Shan-Hsi Ting e Hung Min Chen (1972)
- Con una mano ti rompo con due piedi ti spezzo (Du bei chuan wang), regia di Jimmy Wang Yu (1971)
- Ku-fung lo sterminatore cinese (Yi shen shi dan), regia di Su Yang (1972)
- Wang Yu l'imbattibile (Zong heng tian xia), regia di Chen Lo (1972)
- Triangolo giallo (Leng mian she), regia di Lung Chien (1973)
- Wang Yu, il violento del karatè (Ying xiong ben se), regia di Shan-Hsi Ting (1973)
- Cinque dita di morte (Da dao), regia di Shan-Hsi Ting e Jimmy Wang Yu (1973)
- Tayang: il terrore della Cina (Tang ren piao ke), regia di Lung Chien (1973)
- Ordine da Hong Kong: uccidete la pantera nera (Hei bao), regia di Cheng Hou (1973)
- Shuang tian zhi zun, regia di Min-Hsiung Wu (1973)
- Chen, furore rosso (Xiao guang dong), regia di Ching-Chen Yang (1973)
- La regina del karate (Shan dong lao niang), regia di Lung Chien (1973)
- Killer nelle notti di pioggia (Yu ye sha shou), regia di Kuo-Hsiung Liu (1974)
- Bruce Lee la sua vita la sua leggenda (Xin si wang you xi), regia di Bing Lin (1975)
- Bruce Lee contro i supermen (Meng long zheng dong), regia di Chia Chun Wu (1975)
- Bruce Lee la tigre indomabile (Hu hao shuang xing), regia di Jimmy Wang Yu (1976)
- Lo spaccatutto (Da juan tao), regia di Jimmy Shaw  (1978)
- Bruce Lee l'immortale campione (Long hu xuan feng), regia di Danny Cheng (1981)